# حارة الاستاذ الرياضي النصر (ذمار)
حارة الاستاذ الرياضي النصر هي إحدى حارات مدينة ذمار التابعة لمحافظة ذمار، بلغ تعداد سكانها 2,827 نسمة حسب تعداد اليمن لعام 2004.